# Patena de Cástulo
La Patena de Cástulo, o Patena de Cristo en Majestad, es una pieza arqueológica, fragmentada e incompleta (falta el 19% de la superficie), hallada en 2014 en el yacimiento íbero-romano de Cástulo, identificada como una patena del siglo IV y considerada una de las primeras representaciones conservadas de la figura de Jesucristo, probablemente la primera en la Hispania romana (la del yacimiento de Iruña-Veleia ha sido fuertemente cuestionada, hasta el punto de ser considerada una falsificación).

## Composición
Es de vidrio transparente, con una ligera coloración verde, y muy fino (unos dos milímetros de grosor, 4 cm de altura y 22 cm de diámetro, 175 gramos de peso), labrado con incisiones (esgrafiado), un trabajo tipológicamente compatible con los talleres de la ciudad italiana de Ostia, cercana a Roma. Las patenas de vidrio corresponden a una época delimitada entre las disposiciones litúrgicas de los papas Ceferino y Urbano I.
Se representan tres figuras masculinas imberbes nimbadas, ataviadas con toga y estola, de rasgos simplificados (pelo corto y rizado al "estilo alejandrino") y pliegues rígidos. La central, de mayor tamaño, sostiene a su derecha una crux gemmata y a su izquierda un libro (interpretable iconográficamente como los Evangelios); por lo que se le puede identificar con Jesucristo como Maiestas Domini. Las laterales, que portan rollos (interpretable como rotulus legis), pueden identificarse con los apóstoles Pedro y Pablo con algunas dudas, dada la ausencia de otros elementos iconográficos. Hay un entorno paisajístico, con dos palmeras, interpretadas como símbolos de la inmortalidad en el orbe celeste. En la parte superior, a la derecha, se incluye un crismón (anagrama del nombre de Cristo) flanqueado por las letras griegas "alfa y omega", que simbolizan la condición eterna de Dios.
La pieza se halló durante la excavación de un edificio paleocristiano del yacimiento de Cástulo, a cuyo ajuar pertenecía. Se exhibe en el Museo Arqueológico de Linares.

## Iconografía comparable
Según el folleto del Museo Arqueológico de Linares:

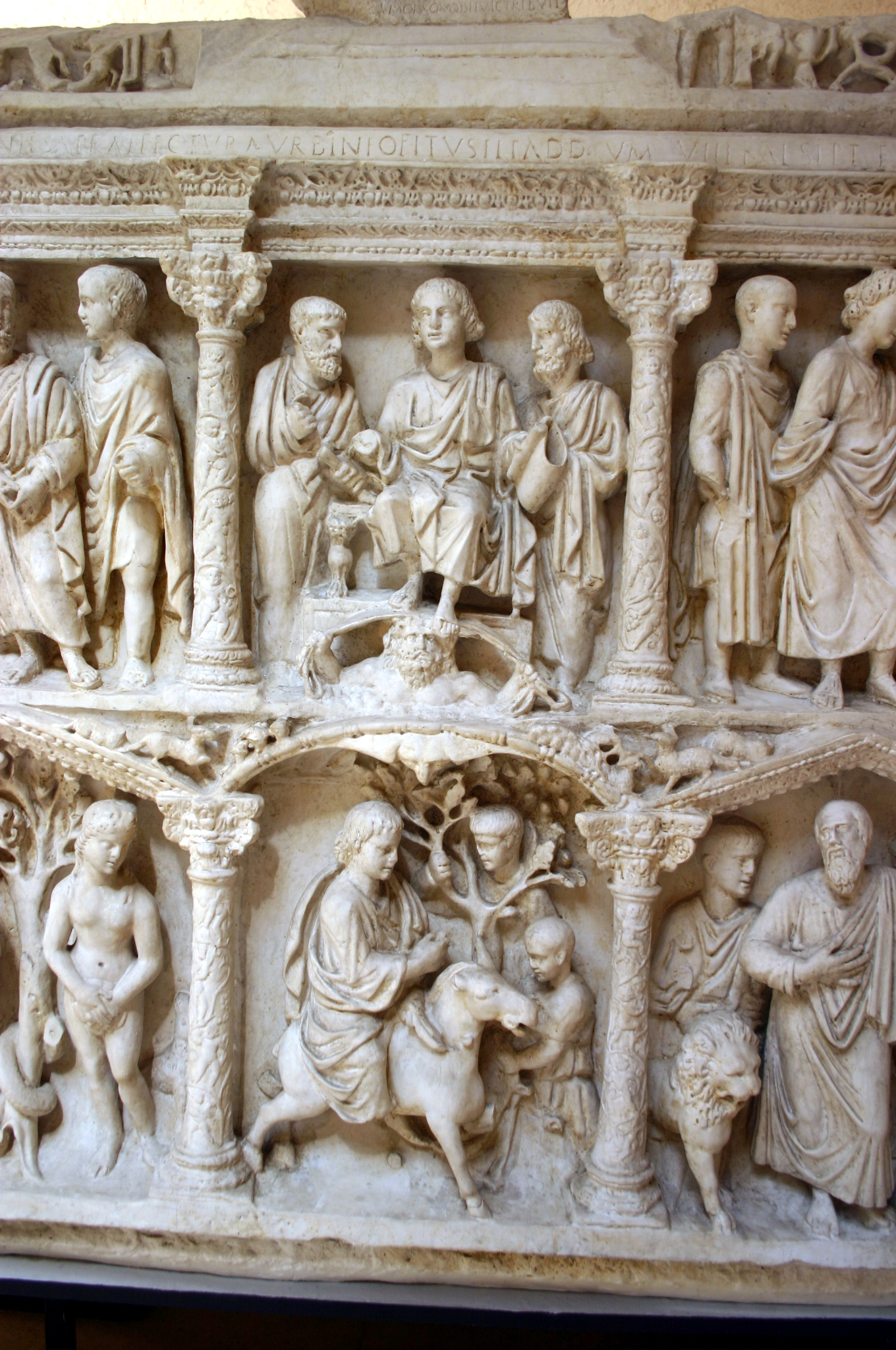
Detalle del Sarcófago de Junio Baso. En la parte superior, la escena con Cristo entronizado (imberbe), entre dos apóstoles (barbados).
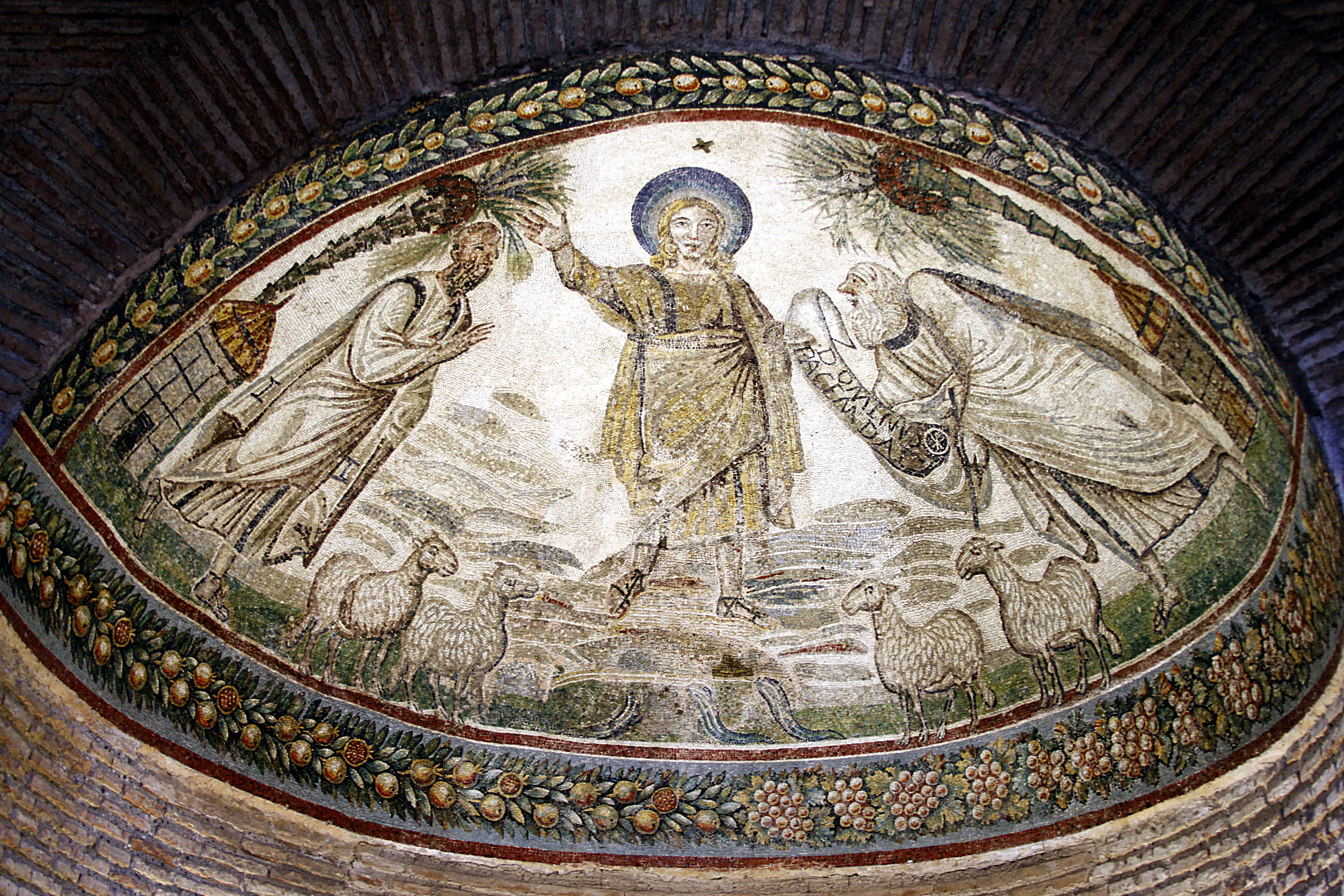
Mosaico del Mausoleo de Santa Constanza, con el tema iconográfico denominado traditio legis. Cristo (imberbe), entre dos apóstoles (barbados) y dos palmeras.